# Edgar Brunner
Edgar Brunner (* 13. Juli 1943 in Roetgen/Eifel) ist ein deutscher Statistiker. Er war von 1976 bis 2009 Universitätsprofessor und Direktor der Abteilung Medizinische Statistik des Zentrums Informatik, Statistik und Epidemiologie der Universitätsmedizin Göttingen.

## Leben
Edgar Brunner besuchte das Einhard-Gymnasium in Aachen, wo er 1963 das Abitur ablegte. Anschließend absolvierte er ein Studium der Mathematik an der Rheinisch-Westfälischen Technischen Hochschule Aachen und schloss dieses 1969 mit dem Diplom ab. An derselben Hochschule promovierte er 1971 zum Doktor der Mathematik. Es folgte 1973 die Habilitation für das Fach Medizinische Statistik.
Von 1976 bis 2009 war Brunner Universitätsprofessor und Direktor der Abteilung Medizinische Statistik des Zentrums Informatik, Statistik und Epidemiologie der Universitätsmedizin Göttingen. Seit 1992 hat er zusätzlich ein Prüfungs- und Promotionsrecht im Fachbereich Mathematik der Georg-August-Universität Göttingen in den Fächern Angewandte Statistik und Biometrie inne.
Edgar Brunner ist seit 1985 verheiratet mit der deutschen Judoka Adelheid Brunner, geborene Grimm und hat drei Töchter. Brunner ist selbst Judoka und wurde 1998 mit dem 6ten Dan geehrt. Er war internationaler Kampfrichter der IJF.

## Wirken
Edgar Brunner arbeitet auf dem Gebiet der nichtparametrischen Statistik und forscht über Rangverfahren in faktoriellen Modellen. Diagnostische Tests sowie Verfahren für hochdimensionale Daten gehören ebenfalls zu seinen Forschungsbereichen. Zu seinen bekanntesten Schülern gehören die Universitätsprofessoren Arne Bathke und Frank Konietschke.

## Schriften (Auswahl)
- Biomathematik (Mitverfasser), Heidelberg 1975.
- Notizen und Formelsammlung zur Vorlesung Biomathematik für Mediziner. Göttingen 1989.
- Research Developments in Probability and Statistics (Mitverfasser). Leiden/Boston 1996.
- Nonparametric hypotheses and rank statistics for unbalanced factorial design (Mitverfasser). In: Journal of the American Statistical Association. Bd. 92, H. 437 (März 1997), S. 258–265.
- A unified approach to rank tests in mixed models (Mitverfasser). In: Journal of Statistical Planning and Inference. Bd. 61 (1997), H. 2, S. 249–277.
- Edgar Brunner, Frank Langer: Nichtparametrische Analyse longitudinaler Daten. R. Oldenbourg Verlag, München 1999, ISBN 3-486-24915-0.
- Nonparametric Analysis of Longitudinal Data in Factorial Experiments (Mitverfasser). Hoboken/New Jersey 2002.
- The multivariate nonparametric Behrens-Fisher-Problem (Mitverfasser). In: Journal of Statistical Planning and Inference. Bd. 108 (2002), H. 1–2, S. 37–53.
- Mit Arne C. Bathke, Frank Konietschke: Rank and Pseudo-Rank Procedures for Independent Observations in Factorial Designs – Using R and SAS (= Springer Series in Statistics). Springer, Cham, ISBN 978-3-03002914-2, doi:10.1007/978-3-030-02914-2.

Herausgeberschaften
- Journal of Statistical Planning and Inference (seit 2000 Mitherausgeber).
- Biometrical Journal (2004–2008 Alleinherausgeber, seit 2009 Mitherausgeber).

## Auszeichnungen
Seit 2011 ist Edgar Brunner Ehrenmitglied der Deutschen Region der Internationalen Biometrischen Gesellschaft.